# Середній Цанер

Середній Цанер

Середній Цанер — перевал Центрального Кавказу в гірському районі Безенгі (Безенгійська стіна).
Висота: 3900 м.
Район Головного кавказького хребта від гори Ортокара до Шарітау.
Перевал Середній Цанер поєднує льодовик Безенгі (північно-західну гілку) — льодовик Цаннер (верхів'я льодовика).
Категорія: влітку: 2А
Тип схилу (літо): сніг-лід.